# Kim Soo-nyung
Kim Soo-Nyung (Koreaans: 김수녕) (Chungcheongbuk-do, 5 april 1971) is een voormalig Koreaanse boogschutter.
Kim Soo-Nyung is een Koreaanse naam, de familienaam is Kim. Kim is een meervoudig olympisch kampioen boogschieten. Ze was lid van het Koreaans Olympisch team in 1988, 1992 en 2000, alle drie de keren won het team de gouden medaille. Individueel werd Kim eerste in Seoel, tweede in Barcelona (1992) en derde in Sydney (2000). In 1989 en 1991 werd ze zowel met het team als individueel wereldkampioen. Na de Spelen in 1992 nam ze een pauze. Kim trouwde en kreeg 2 kinderen. In 1999 hervatte ze de training, om het jaar daarop deel te nemen aan de Spelen.

## Palmares
- 1988:  Olympische Spelen (team)
- 1988:  Olympische Spelen (individueel)
- 1989:  Wereldkampioenschap (team)
- 1989:  Wereldkampioenschap (individueel)
- 1991:  Wereldkampioenschap (team)
- 1991:  Wereldkampioenschap (individueel)
- 1992:  Olympische Spelen (team)
- 1992:  Olympische Spelen (individueel)
- 2000:  Olympische Spelen (team)
- 2000:  Olympische Spelen (individueel)